# Hippolyte Bayard
Hippolyte Bayard (ur. 20 stycznia 1801 w Breteuil, zm. 14 maja 1887 w Nemours) – francuski fotograf i pionier fotografii.
Prace nad wynalezieniem fotografii prowadził od lat 30. XIX, niezależnie od Louis Jacques’a Daguerre’a i Williama Talbota. Jeden z opracowanych przez niego procesów pozwalał na otrzymywanie negatywu na papierze, drugi – od razu pozytywu na tymże materiale. Technika ta została nazwana „Bezpośrednim procesem pozytywowym”. Jego działalność nie była jednak promowana w równym stopniu, co działalność Daguerre’a, popieranego przez francuski rząd, przez co Bayard czuł się potraktowany niesprawiedliwie.
W dalszych latach odnosił sukcesy (również komercyjne); otrzymywał odznaczenia i nagrody. Był członkiem rządowej grupy dokumentującej francuskie zabytki i jednym z założycieli Société française de photographie.

## Życiorys

### Pierwsze prace
Według przekazów ojciec Bayarda był z zamiłowania ogrodnikiem i miał prowadzić eksperymenty nad wpływem słońca na owoce. Dojrzewające owoce przysłaniał papierem z wyciętymi znakami (np. literami), przez co wystawione na działanie światła partie skórki ciemniały, a pozostałe pozostawały jasne. Nie wiadomo jednak, czy na zainteresowanie Bayarda fotografią i ogólniej chemią, które wykazywał od lat 30. XIX w., mogły wywrzeć wpływ eksperymenty jego ojca.
Bayard pracował w Paryżu jako urzędnik w Ministerstwie Finansów. Mimo to – po części dzięki znajomości z aktorem Edmondem Geffroyem – obracał się w kręgach artystów, pisarzy, grafików itp. Przypuszczalnie za ich pośrednictwem dowiedział się o badaniach nad utrwaleniem obrazu powstającego w camera obscura, jakie wówczas prowadzili Louis Jacques Daguerre i Joseph Nicéphore Niépce. Ogłoszenie 7 stycznia 1839 przez François Arago wynalazku Daguerre’a, nazwanego dagerotypią, skłoniło Bayarda do rozpoczęcia własnych badań nad światłoczułymi właściwościami chlorku srebra, a co za tym idzie – nad produkcją zdjęć. W lutym do Francji dotarły informacje o pracach prowadzonych przez Williama Talbota. Dwa tygodnie później Bayard zaprezentował Césarowi Despretzowi, członkowi Francuskiej Akademii Nauk, wykonane przez siebie fotografie. Powstawały one na tej samej zasadzie, co u Talbota, tzn. otrzymywane były na papierze w formie negatywu. Pracował również nad otrzymywaniem od razu zdjęcia pozytywowego – pierwsze udało mu się wykonać 20 marca 1839. W maju, po dalszych udoskonaleniach techniki „Bezpośredniego procesu pozytywowego” (m.in. po skróceniu czasu naświetlania) zaprezentował swój wynalazek Arago, ten jednak miał nakłonić Bayarda do utrzymania odkrycia w tajemnicy. Bayard miał później stwierdzić, że w ten sposób Arago chciał powstrzymać go od ujawnienia swojej metody otrzymywania zdjęć przed oficjalną prezentacją Daguerre’a, która miała miejsce w lipcu 1839. W ten sposób słusznie należny jemu – w jego opinii – tytuł wynalazcy fotografii został zagarnięty przez Daguerre’a.

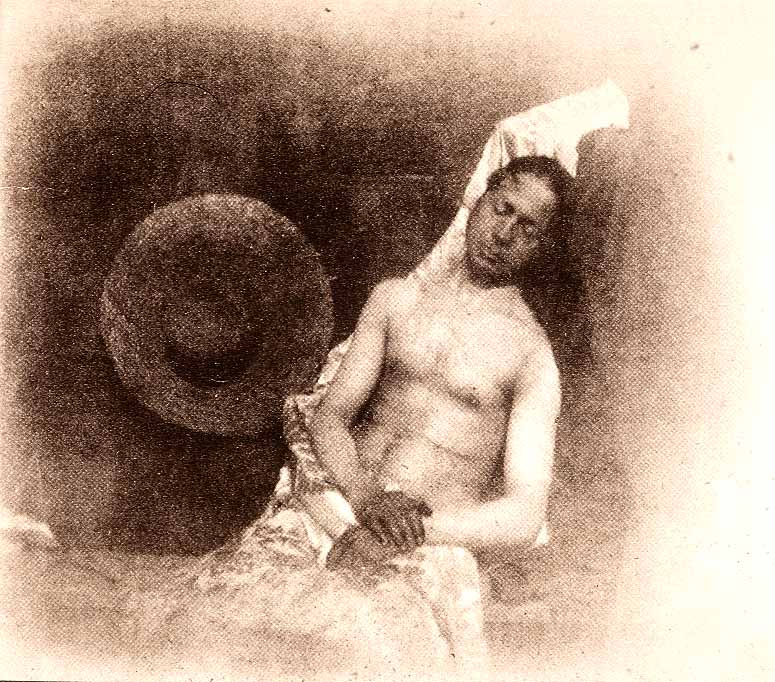
Autoportret topielca (1840)

Jakkolwiek nie wiadomo, na ile te oskarżenia były prawdziwe, faktem pozostaje, że Bayard swoje fotografie eksponował przed oficjalną prezentacją dagerotypii. Zdjęcia te (w tym duża liczba martwych natur) znalazły się na wystawie na rzecz ofiar trzęsienia ziemi na Martynice i wywołały spore zainteresowanie, również prasy. Oficjalne ogłoszenie techniki Bayarda nastąpiło w listopadzie 1839. Architekt Désiré Raoul-Rochette przedstawił w Szkole Sztuk Pięknych informacje na temat wynalazku, podkreślając jego zalety czysto praktyczne, jak i walory artystyczne. Mimo to nie zyskał on ani wystarczającego uznania, ani wsparcia rządowego, podobnego do tego, jakie otrzymał Daguerre. Bayard, w poczuciu krzywdy, wykonał fotografię, na której przedstawił siebie jako topielca. Zdjęcie to opatrzył datą 18 października 1840 i obszernym komentarzem, w którym informował, iż sfotografowany zmarły to Bayard, którego ciało leży nierozpoznane od kilku dni w kostnicy i zaczyna już gnić. Uskarżał się na przelotność zainteresowania jego wynalazkiem i jego niesprawiedliwe potraktowanie:
Ciało, które widzą Państwo na odwrocie, to Bayard, wynalazca procesu, którego wspaniałe rezultaty mogli już Państwo widzieć albo dopiero zobaczą. O ile mi wiadomo, ten zmyślny i niezmordowany badacz od około trzech lat udoskonalał swój wynalazek. Akademia, król i wszyscy ci, którzy mieli okazje zobaczyć te rysunki – a które on sam uważał za niedoskonałe – podziwiali je tak, jak i Państwo je podziwiają w tej chwili. Przynosi mu to wiele zaszczytu, ale ani grosza. Rząd, który zbyt wiele dał Daguerre’owi, oznajmił, że nie może nic zrobić dla Bayarda i nieszczęśnik ten się utopił. O, ludzka niestałości! Artyści, naukowcy i gazety zajmowali się nim przez dłuższy czas, a dziś, gdy od wielu dni wystawiony jest w kostnicy, nikt go jeszcze nie rozpoznał i o niego nie pytał. Panie i Panowie, z obawy o Państwa powonienie zajmijmy się lepiej czymś innym, bo twarz i ręce Bayarda zaczynają już gnić, jak mogą zresztą Państwo zauważyć.

### Dalsza działalność

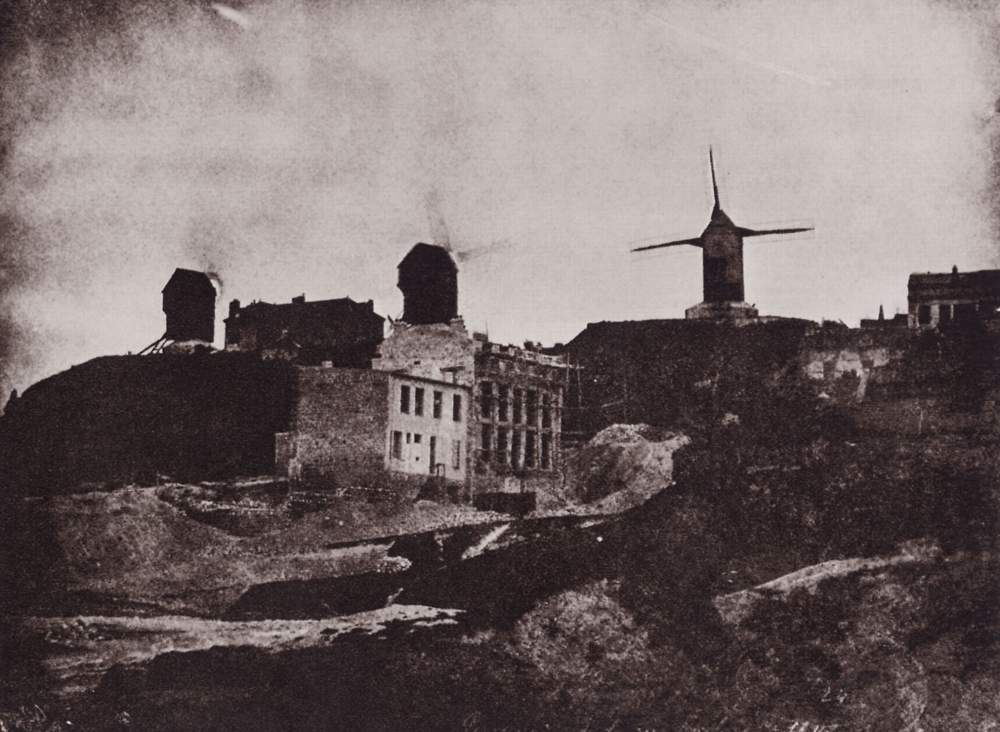
Przebudowa rue Tholozé (1842)

Mimo tych porażek, Bayard do końca życia był liczącą się postacią w środowisku francuskich fotografów. Prowadził dalsze prace nad ulepszeniem procesów fotograficznych. Około 1846 zarzucił zupełnie wykonywanie zdjęć pozytywowych na papierze na rzecz negatywowych, otrzymywanych w zmodyfikowanej technice Talbota. Wykonywał martwe natury, portrety i widoki Paryża. Równolegle w latach 40. używał dagerotypii, od lat 1849–1950 techniki albuminowej na szklanych płytach, a po 1851 również techniki kolodionowej.
W 1855 przy ulicy Port-Mahon 14 w Paryżu otworzył studio fotograficzne, a w 1861 wraz z Bertallem (Charles’em Albertem d’Arnoux) studio portretowe.
W 1851 rządowa instytucja Commission des Monuments Historique utworzyła Mission Héliographique – grupę pięciu fotografów (Hippolyte Bayard, Henri Le Secq, Édouard Baldus, Gustave Le Gray i Auguste Mestral), których zadaniem był dokumentowanie zabytków na terenie całej Francji.
W późniejszym okresie swojej działalności, zwłaszcza wówczas, gdy procesy negatywowo-pozytywowe wyparły dagerotypię, Bayard odnosił znaczne sukcesy jako fotograf. W 1849 otrzymał srebrny medal na wystawie przemysłowej w Paryżu, w 1851 medal na wystawie światowej w Londynie, a w 1862 medal na Wystawie Uniwersalnej w Londynie. W 1854 był jednym z założycieli Societé Française de Photographie. W 1863 został Kawalerem Legii Honorowej.
Większość dorobku fotograficznego Bayarda znajduje się w zbiorach Societé Française de Photographie.